# Kościół Najświętszego Serca Pana Jezusa w Lichwinie
Kościół Najświętszego Serca Pana Jezusa – kościół, który pierwotnie znajdował się w Ropczycach, następnie w Nagoszynie, następnie w Lichwinie, gdzie spłonął w 1979 roku.

## Historia
Kościół został wzniesiony w 1650 roku w Ropczycach. W 1792 roku został przeniesiony do Nagoszyna koło Dębicy. W 1926 roku został przeniesiony do Lichwina. Kościół był zbudowany z drewna, na dachu była mała sygnaturka. Dach był dwuspadowy, a w czasie montażu w Lichwinie nawę i prezbiterium pokryto oddzielnymi dachami, dobudowano również wieżę. 
Świątynia była wpisana do wojewódzkiego rejestru zabytków nieruchomych, pod numerem 640 z 7 lipca 1959 roku. W nocy z 3 na 4 kwietnia 1979 roku wybuchł pożar i kościół całkowicie spłonął.